# 社子里 (桃園市)
社子里（海陸腔客拼：sha+ ziiˊ liˋ／sha+ er liˋ）是位於中華民國桃園市新屋區之一里，東以社子溪相隔埔頂里，西面與大坡、望間兩里相連，南界楊梅區，北毗東明、槺榔兩里。境域面積5.149平方公里，佔新屋區土地總面積之6.06％，大小僅次於清華、望間兩里，名列第三。居民多為客家人。另外社子可分為社子及番婆坟兩部分。主要姓氏有徐、彭。

## 地名由來
- 社子：原為平埔族之部落。
- 番婆：有一平埔族女性葬於此地，固得名。坟：音ㄈㄣˊ，義同「墳」。

## 教育
- 桃園市新屋區社子國民小學